# Honda Indy 200 at Mid-Ohio 2012
Das Honda Indy 200 at Mid-Ohio 2012 fand am 5. August auf dem Mid-Ohio Sports Car Course in Lexington, Ohio, Vereinigte Staaten statt und war das zwölfte Rennen der IndyCar-Series-Saison 2012.

## Meldeliste
Alle Teams und Fahrer verwendeten das Chassis Dallara DW12 mit einem Aero-Kit von Dallara und Reifen von Firestone.
| Team                                   | Nr. | Fahrer              | Motor     |
| -------------------------------------- | --- | ------------------- | --------- |
| Team Penske                            | 02  | Ryan Briscoe        | Chevrolet |
| Team Penske                            | 03  | Hélio Castroneves   | Chevrolet |
| Team Penske                            | 12  | Will Power          | Chevrolet |
| Panther Racing                         | 04  | J. R. Hildebrand    | Chevrolet |
| KV Racing Technology                   | 05  | E. J. Viso          | Chevrolet |
| KV Racing Technology                   | 08  | Rubens Barrichello  | Chevrolet |
| Dragon Racing                          | 07  | Sébastien Bourdais  | Chevrolet |
| Target Chip Ganassi Racing             | 09  | Scott Dixon         | Honda     |
| Target Chip Ganassi Racing             | 10  | Dario Franchitti    | Honda     |
| KV Racing Technology w/SH              | 11  | Tony Kanaan         | Chevrolet |
| A. J. Foyt Enterprises                 | 14  | Mike Conway         | Honda     |
| Rahal Letterman Lanigan                | 15  | Takuma Satō         | Honda     |
| Dale Coyne Racing                      | 18  | Justin Wilson       | Honda     |
| Dale Coyne Racing                      | 19  | James Jakes         | Honda     |
| Ed Carpenter Racing                    | 20  | Ed Carpenter        | Chevrolet |
| Panther/Dreyer & Reinbold Racing       | 22  | Oriol Servià        | Chevrolet |
| Andretti Autosport                     | 26  | Marco Andretti      | Chevrolet |
| Andretti Autosport                     | 27  | James Hinchcliffe   | Chevrolet |
| Andretti Autosport                     | 28  | Ryan Hunter-Reay    | Chevrolet |
| Service Central Chip Ganassi Racing    | 38  | Graham Rahal        | Honda     |
| Sarah Fisher Hartman Racing            | 67  | Josef Newgarden     | Honda     |
| Schmidt Hamilton Motorsports           | 77  | Simon Pagenaud      | Honda     |
| Lotus-HVM Racing                       | 78  | Simona de Silvestro | Lotus     |
| Novo Nordisk Chip Ganassi Racing       | 83  | Giorgio Pantano     | Honda     |
| Bryan Herta Autosport w/Curb-Agajanian | 98  | Alex Tagliani       | Honda     |

Quelle:

## Klassifikationen

### Qualifying
| Pos. | Fahrer              | Team                                   | Fahrzeug          | Gruppe 1  | Gruppe 2  | Top 12    | FF6       | Start |
| ---- | ------------------- | -------------------------------------- | ----------------- | --------- | --------- | --------- | --------- | ----- |
| 01   | Will Power          | Team Penske                            | Dallara-Chevrolet | —         | 1:05,9825 | 1:05,8777 | 1:05,6474 | 01    |
| 02   | Dario Franchitti    | Target Chip Ganassi Racing             | Dallara-Honda     | —         | 1:06,1974 | 1:05,8986 | 1:05,8950 | 02    |
| 03   | Simon Pagenaud      | Schmidt Hamilton Motorsports           | Dallara-Honda     | 1:06,4265 | —         | 1:05,9030 | 1:05,9038 | 03    |
| 04   | Alex Tagliani       | Bryan Herta Autosport w/Curb-Agajanian | Dallara-Honda     | 1:06,2041 | —         | 1:05,8446 | 1:06,0047 | 14    |
| 05   | Scott Dixon         | Target Chip Ganassi Racing             | Dallara-Honda     | 1:06,2625 | —         | 1:05,8055 | 1:06,0967 | 04    |
| 06   | Ryan Briscoe        | Team Penske                            | Dallara-Chevrolet | —         | 1:06,2512 | 1:05,9232 | 1:06,2005 | 05    |
| 07   | Sébastien Bourdais  | Dragon Racing                          | Dallara-Chevrolet | —         | 1:05,9031 | 1:05,9405 | —         | 06    |
| 08   | Ryan Hunter-Reay    | Andretti Autosport                     | Dallara-Chevrolet | 1:06,3507 | —         | 1:06,0660 | —         | 07    |
| 09   | Marco Andretti      | Andretti Autosport                     | Dallara-Chevrolet | —         | 1:06,2762 | 1:06,1142 | —         | 08    |
| 10   | Josef Newgarden     | Sarah Fisher Hartman Racing            | Dallara-Honda     | —         | 1:06,3669 | 1:06,1721 | —         | 09    |
| 11   | Oriol Servià        | Panther/Dreyer & Reinbold Racing       | Dallara-Chevrolet | 1:06,6185 | —         | 1:06,2053 | —         | 10    |
| 12   | Justin Wilson       | Dale Coyne Racing                      | Dallara-Honda     | 1:06,1029 | —         | 1:06,6613 | —         | 11    |
| 13   | Hélio Castroneves   | Team Penske                            | Dallara-Chevrolet | 1:06,7041 | —         | —         | —         | 23    |
| 14   | J. R. Hildebrand    | Panther Racing                         | Dallara-Chevrolet | —         | 1:06,3768 | —         | —         | 12    |
| 15   | Rubens Barrichello  | KV Racing Technology                   | Dallara-Chevrolet | 1:06,7101 | —         | —         | —         | 13    |
| 16   | James Hinchcliffe   | Andretti Autosport                     | Dallara-Chevrolet | —         | 1:06,4349 | —         | —         | 15    |
| 17   | Mike Conway         | A. J. Foyt Enterprises                 | Dallara-Honda     | 1:06,7807 | —         | —         | —         | 16    |
| 18   | Takuma Satō         | Rahal Letterman Lanigan                | Dallara-Honda     | —         | 1:06,4404 | —         | —         | 17    |
| 19   | Tony Kanaan         | KV Racing Technology w/SH              | Dallara-Chevrolet | 1:06,8433 | —         | —         | —         | 18    |
| 20   | E. J. Viso          | KV Racing Technology                   | Dallara-Chevrolet | —         | 1:06,4511 | —         | —         | 19    |
| 21   | James Jakes         | Dale Coyne Racing                      | Dallara-Honda     | 1:07,1234 | —         | —         | —         | 20    |
| 22   | Graham Rahal        | Service Central Chip Ganassi Racing    | Dallara-Honda     | —         | 1:06,6250 | —         | —         | 21    |
| 23   | Simona de Silvestro | Lotus-HVM Racing                       | Dallara-Lotus     | 1:08,0737 | —         | —         | —         | 22    |
| 24   | Giorgio Pantano     | Novo Nordisk Chip Ganassi Racing       | Dallara-Honda     | —         | 1:07,0348 | —         | —         | 24    |
| 25   | Ed Carpenter        | Ed Carpenter Racing                    | Dallara-Chevrolet | —         | 1:08,5116 | —         | —         | 25    |

Anmerkungen
1. ↑  Alex Tagliani wurde aufgrund eines vorzeitigen Motorenwechsels um 10 Positionen nach hinten versetzt.
2. ↑  Hélio Castroneves wurde aufgrund eines vorzeitigen Motorenwechsels um 10 Positionen nach hinten versetzt.

Quellen: 

### Rennen
| Pos. | Fahrer              | Team                                   | Fahrzeug          | Runden | Zeit         | Start | Führungsrunden |
| ---- | ------------------- | -------------------------------------- | ----------------- | ------ | ------------ | ----- | -------------- |
| 01   | Scott Dixon         | Target Chip Ganassi Racing             | Dallara-Honda     | 85     | 1:39:48,5083 | 04    | 26             |
| 02   | Will Power          | Team Penske                            | Dallara-Chevrolet | 85     | + 3,4619     | 01    | 57             |
| 03   | Simon Pagenaud      | Schmidt Hamilton Motorsports           | Dallara-Honda     | 85     | + 4,5402     | 03    | 0              |
| 04   | Sébastien Bourdais  | Dragon Racing                          | Dallara-Chevrolet | 85     | + 5,5822     | 06    | 0              |
| 05   | James Hinchcliffe   | Andretti Autosport                     | Dallara-Chevrolet | 85     | + 7,5663     | 15    | 02             |
| 06   | Tony Kanaan         | KV Racing Technology w/SH              | Dallara-Chevrolet | 85     | + 12,3280    | 18    | 0              |
| 07   | Ryan Briscoe        | Team Penske                            | Dallara-Chevrolet | 85     | + 27,9601    | 05    | 0              |
| 08   | Marco Andretti      | Andretti Autosport                     | Dallara-Chevrolet | 85     | + 28,1691    | 08    | 0              |
| 09   | J. R. Hildebrand    | Panther Racing                         | Dallara-Chevrolet | 85     | + 29,2325    | 12    | 0              |
| 10   | Alex Tagliani       | Bryan Herta Autosport w/Curb-Agajanian | Dallara-Honda     | 85     | + 31,1722    | 14    | 0              |
| 11   | Graham Rahal        | Service Central Chip Ganassi Racing    | Dallara-Honda     | 85     | + 31,4387    | 21    | 0              |
| 12   | Josef Newgarden     | Sarah Fisher Hartman Racing            | Dallara-Honda     | 85     | + 32,0754    | 09    | 0              |
| 13   | Takuma Satō         | Rahal Letterman Lanigan                | Dallara-Honda     | 85     | + 32,4073    | 17    | 0              |
| 14   | Giorgio Pantano     | Novo Nordisk Chip Ganassi Racing       | Dallara-Honda     | 85     | + 33,9166    | 24    | 0              |
| 15   | Rubens Barrichello  | KV Racing Technology                   | Dallara-Chevrolet | 85     | + 35,2863    | 13    | 0              |
| 16   | Hélio Castroneves   | Team Penske                            | Dallara-Chevrolet | 85     | + 35,9205    | 23    | 0              |
| 17   | Dario Franchitti    | Target Chip Ganassi Racing             | Dallara-Honda     | 85     | + 36,9834    | 02    | 0              |
| 18   | Justin Wilson       | Dale Coyne Racing                      | Dallara-Honda     | 85     | + 42,0974    | 11    | 0              |
| 19   | James Jakes         | Dale Coyne Racing                      | Dallara-Honda     | 85     | + 46,4304    | 20    | 0              |
| 20   | E. J. Viso          | KV Racing Technology                   | Dallara-Chevrolet | 85     | + 46,8068    | 19    | 0              |
| 21   | Mike Conway         | A. J. Foyt Enterprises                 | Dallara-Honda     | 85     | + 46,9535    | 16    | 0              |
| 22   | Ed Carpenter        | Ed Carpenter Racing                    | Dallara-Chevrolet | 84     | + 1 Runde    | 25    | 0              |
| 23   | Simona de Silvestro | Lotus-HVM Racing                       | Dallara-Lotus     | 83     | + 2 Runden   | 22    | 0              |
| 24   | Ryan Hunter-Reay    | Andretti Autosport                     | Dallara-Chevrolet | 79     | DNF          | 07    | 0              |
| 25   | Oriol Servià        | Panther/Dreyer & Reinbold Racing       | Dallara-Chevrolet | 78     | + 7 Runden   | 10    | 0              |

Quellen: 

#### Führungsabschnitte
| Abschnitt | Runden | Fahrer            |
| --------- | ------ | ----------------- |
| 1         | 1–57   | Will Power        |
| 2         | 58–59  | James Hinchcliffe |
| 3         | 60–85  | Scott Dixon       |

Quellen: 

#### Gelbphasen
Es gab keine Gelbphase.

## Punktestände nach dem Rennen

### Fahrerwertung
Die Punktevergabe wird hier erläutert.
| Pos. | Fahrer            | Punkte |
| ---- | ----------------- | ------ |
| 01.  | Will Power        | 379    |
| 02.  | Ryan Hunter-Reay  | 374    |
| 03.  | Hélio Castroneves | 353    |
| 04.  | Scott Dixon       | 351    |
| 05.  | James Hinchcliffe | 316    |
| 06.  | Simon Pagenaud    | 311    |
| 07.  | Tony Kanaan       | 307    |
| 08.  | Dario Franchitti  | 271    |
| 09.  | Ryan Briscoe      | 267    |
| 10.  | Graham Rahal      | 256    |
| 11.  | Oriol Servià      | 237    |
| 12.  | Justin Wilson     | 234    |

| Pos. | Fahrer             | Punkte |
| ---- | ------------------ | ------ |
| 13.  | Takuma Satō        | 233    |
| 14.  | J. R. Hildebrand   | 233    |
| 15.  | Marco Andretti     | 227    |
| 16.  | Charlie Kimball    | 216    |
| 17.  | Rubens Barrichello | 215    |
| 18.  | Alex Tagliani      | 214    |
| 19.  | Mike Conway        | 203    |
| 20.  | E. J. Viso         | 198    |
| 21.  | Ed Carpenter       | 187    |
| 22.  | James Jakes        | 184    |
| 23.  | Josef Newgarden    | 174    |
| 24.  | Sébastien Bourdais | 149    |

| Pos. | Fahrer              | Punkte |
| ---- | ------------------- | ------ |
| 25.  | Simona de Silvestro | 147    |
| 26.  | Katherine Legge     | 103    |
| 27.  | Ana Beatriz         | 28     |
| 28.  | Townsend Bell       | 26     |
| 29.  | Giorgio Pantano     | 16     |
| 30.  | Michel Jourdain jr. | 16     |
| 31.  | Sebastian Saavedra  | 14     |
| 32.  | Bryan Clauson       | 13     |
| 33.  | Wade Cunningham     | 13     |
| 34.  | Jean Alesi          | 13     |

### Herstellerwertung
| Pos. | Hersteller | Punkte |
| ---- | ---------- | ------ |
| 1.   | Chevrolet  | 96     |
| 2.   | Honda      | 84     |
| 3.   | Lotus      | 48     |